# HIV Clinical Trials
HIV Clinical Trials, abgekürzt HIV Clin. Trials, ist eine wissenschaftliche Fachzeitschrift, die vom Thomas Land Publishers-Verlag veröffentlicht wird. Die Zeitschrift erscheint mit sechs Ausgaben im Jahr. Es werden Arbeiten veröffentlicht, die sich mit klinischen Untersuchungen zur Behandlung der HIV-Infektion beschäftigen.
Der Impact Factor lag im Jahr 2014 bei 2,629. Nach der Statistik des ISI Web of Knowledge wird das Journal mit diesem Impact Factor in der Kategorie Pharmakologie und Pharmazie an 109. Stelle von 254 Zeitschriften und in der Kategorie Infektionkrankheiten an 37. Stelle von 78 Zeitschriften geführt.